# Dunkirk (film)
Dunkirk är en brittisk-amerikansk-fransk-nederländsk krigsfilm och historiskt drama från 2017, skriven och regisserad av Christopher Nolan. Filmen handlar om Operation Dynamo som ägde rum vid Dunkerque (engelska: Dunkirk) under andra världskriget då Storbritannien skeppade hem sin armé från kontinenten. I filmen medverkar bland andra skådespelarna Tom Hardy, Mark Rylance, Kenneth Branagh, Cillian Murphy och Harry Styles. Hans Zimmer har komponerat musiken. På Oscarsgalan 2018 fick Dunkirk åtta nomineringar för bland annat bästa film, bästa regi, bästa filmmusik, bästa foto och bästa scenografi. Den vann till slut tre Oscar för bästa ljudredigering, bästa ljud och bästa klippning.

## Medverkande
- Fionn Whitehead – Tommy, menig vid brittiska armén
- Tom Glynn-Carney – Peter, mr. Dawsons son
- Jack Lowden – Collins, pilot vid brittiska flygvapnet
- Harry Styles – Alex, menig
- Aneurin Barnard – Gibson, en soldat av lägre grad
- James D'Arcy – Överste Winnant
- Barry Keoghan – George, Peters vän
- Kenneth Branagh – Kommendörkapten Bolton, högst rankade officeren i Dunkerque
- Cillian Murphy – Skälvande soldat
- Mark Rylance – Mr. Dawson, sjöman och Peters far
- Tom Hardy – Farrier, pilot vid brittiska flygvapnet